# San Diego Rockets 1967-1968
La stagione 1967-68 dei San Diego Rockets fu la 1ª nella NBA per la franchigia.
I San Diego Rockets arrivarono sesti nella Western Division con un record di 15-67, non qualificandosi per i play-off.

## Roster
| N° | Naz.                   | Ruolo | Sportivo       | Anno | Alt. | Peso |
| -- | ---------------------- | ----- | -------------- | ---- | ---- | ---- |
| 7  | Stati Uniti (bandiera) | AC    | Toby Kimball   | 1942 | 198  | 100  |
| 11 | Stati Uniti (bandiera) | GA    | Jon McGlocklin | 1943 | 196  | 93   |
| 12 | Stati Uniti (bandiera) | G     | Nick Jones     | 1945 | 188  | 86   |
| 14 | Stati Uniti (bandiera) | G     | Art Williams   | 1939 | 185  | 82   |
| 17 | Stati Uniti (bandiera) | C     | Hank Finkel    | 1942 | 213  | 109  |
| 20 | Stati Uniti (bandiera) | A     | Dave Gambee    | 1937 | 198  | 98   |
| 24 | Stati Uniti (bandiera) | A     | Bud Acton      | 1942 | 198  | 95   |
| 24 | Stati Uniti (bandiera) | AC    | Johnny Green   | 1933 | 196  | 91   |
| 27 | Stati Uniti (bandiera) | A     | Jim Ware       | 1944 | 201  | 95   |
| 30 | Stati Uniti (bandiera) | G     | John Barnhill  | 1938 | 185  | 82   |
| 31 | Stati Uniti (bandiera) | G     | Tyrone Britt   | 1944 | 193  | 86   |
| 33 | Stati Uniti (bandiera) | GA    | Jim Barnett    | 1944 | 193  | 77   |
| 34 | Stati Uniti (bandiera) | AC    | John Block     | 1944 | 206  | 94   |
| 42 | Stati Uniti (bandiera) | GA    | Pat Riley      | 1945 | 193  | 93   |
| 44 | Stati Uniti (bandiera) | A     | Don Kojis      | 1939 | 191  | 92   |

## Staff tecnico
- Allenatore: Jack McMahon